# Kanton Forbach
Forbach is een kanton van het Franse departement Moselle. Het kanton maakt deel uit van het arrondissement Forbach-Boulay-Moselle.

## Geschiedenis
Het kanton omvatte tot 22 maart 2015 uitsluitend de gemeente Forbach. Op die dag werd de gemeente Petite-Rosselle, dat tot dan toe een exclave van het kanton Stiring-Wendel vormde, en gemeente Schœneck van hetzelfde kanton en de gemeenten Cocheren, Morsbach, Œting en Rosbruck van het op die dag opgeheven kanton Behren-lès-Forbach aan het kanton Forbach toegevoegd.

## Gemeenten
Het kanton Forbach omvat de volgende gemeenten:
- Cocheren
- Forbach
- Morsbach
- Œting
- Petite-Rosselle
- Rosbruck
- Schœneck